# Championnats du monde de slalom de canoë-kayak 2002
Navigation
Championnats du monde de slalom 1999 Championnats du monde de slalom 2003
Les 27e championnats du monde de slalom en canoë-kayak de 2002 se sont tenus à Bourg-Saint-Maurice (France) du 21 au 25 août 2002, sous l'égide de la Fédération internationale de canoë. 264 sportifs provenant de 37 nations participent à la compétition.

## Podiums

### Hommes

#### Canoë
| Épreuve        | Or | Or     | Argent                                                                                     | Argent | Bronze | Bronze |
| -------------- | --- | ------ | ------------------------------------------------------------------------------------------ | ------ | --- | ------ |
| C1             | Michal Martikán (SVK)                                                                                                | 192.92 | Jan Benzien (GER)                                                                          | 199.29 | Patrice Estanguet (FRA)                                                                                          | 199.32 |
| C1 par équipes | Tchéquie Přemysl Vlk Jan Mašek Stanislav Ježek                                                                       | 224.27 | Allemagne Sören Kaufmann Jan Benzien Stefan Pfannmöller                                    | 226.55 | Slovénie Jurij Korenjak Dejan Stevanovič Simon Hočevar                                                           | 236.59 |
| C2             | Slovaquie Pavol Hochschorner Peter Hochschorner                                                                      | 206.21 | France Pierre Luquet Christophe Luquet                                                     | 209.41 | Tchéquie Marek Jiras Tomáš Máder                                                                                 | 209.53 |
| C2 par équipes | France Pierre Luquet & Christophe Luquet Alexandre Lauvergne & Nathanael Fouquet Philippe Quémerais & Yann Le Pennec | 239.09 | Allemagne Kay Simon & Robby Simon Kai Walter & Frank Henze André Ehrenberg & Michael Senft | 257.07 | Pologne Dariusz Wrzosek & Bartłomiej Kruczek Jarosław Miczek & Wojciech Sekuła Andrzej Wójs & Sławomir Mordarski | 265.80 |

#### Kayak
| Épreuve        | Or                                                    | Or     | Argent                                                 | Argent | Bronze                                              | Bronze |
| -------------- | ----------------------------------------------------- | ------ | ------------------------------------------------------ | ------ | --------------------------------------------------- | ------ |
| K1             | Fabien Lefèvre (FRA)                                  | 184.89 | Miha Terdič (SVN)                                      | 189.94 | Ivan Pišvejc (CZE)                                  | 190.10 |
| K1 par équipes | Allemagne Claus Suchanek Thomas Becker Thomas Schmidt | 214.11 | Italie Pierpaolo Ferrazzi Matteo Pontarollo Luca Costa | 216.64 | France Thomas Monier Benoît Peschier Fabien Lefèvre | 218.25 |

### Femmes

#### Kayak
| Épreuve        | Or                                                     | Or     | Argent                                                    | Argent | Bronze                                                     | Bronze |
| -------------- | ------------------------------------------------------ | ------ | --------------------------------------------------------- | ------ | ---------------------------------------------------------- | ------ |
| K1             | Rebecca Giddens (USA)                                  | 216.09 | Mandy Planert (GER)                                       | 218.11 | Cristina Giai Pron (ITA)                                   | 222.46 |
| K1 par équipes | France Aline Tornare Mathilde Pichery Anne-Lise Bardet | 294.73 | Tchéquie Marie Řihošková Marcela Sadilová Irena Pavelková | 298.78 | Grande-Bretagne Helen Reeves Laura Blakeman Heather Corrie | 306.24 |

## Tableau des médailles
| Rang  | Nation      | Or | Argent | Bronze | Total |
| ----- | ----------- | -- | ------ | ------ | ----- |
| 1     | France      | 3  | 1      | 2      | 6     |
| 2     | Allemagne   | 1  | 4      | 0      | 5     |
| 3     | Tchéquie    | 1  | 1      | 2      | 4     |
| 4     | Slovaquie   | 2  | 0      | 0      | 2     |
| 5     | Italie      | 0  | 1      | 1      | 2     |
| 6     | Slovénie    | 0  | 1      | 1      | 2     |
| 7     | États-Unis  | 1  | 0      | 0      | 1     |
| 8     | Pologne     | 0  | 0      | 1      | 1     |
| 9     | Royaume-Uni | 0  | 0      | 1      | 1     |
| Total | Total       | 8  | 8      | 8      | 24    |